# Templo de Cláudio
O Templo de Cláudio, conhecido também como Templo do Divino Cláudio, era um grande templo romano dedicado ao imperador Cláudio localizado ao sul do Coliseu de Roma. Quase nada sobreviveu de sua estrutura.

## História
A construção do Templo de Cláudio no monte Célio foi iniciada por Agripina, a Jovem, a jovem quarta esposa de Cláudio, quando ele morreu em 54. Depois de ser danificado pelo Grande Incêndio de Roma (66), o edifício foi destruído pelo filho de Agripina, o imperador Nero, mas foi reconstruído mais tarde por Vespasiano. A demolição provavelmente se deu para permitir a extensão da Água Cláudia até o monte Célio, mas é provável que o motivo real tenha sido abrir espaço para a construção da megalomaníaca Casa Dourada. A última menção feita ao templo foi no século IV e nada mais se sabe sobre ele a partir de então.

## Localização
A área ocupada pelo templo está atualmente demarcada pelas atuais Via Claudia, Viale del Parco del Celio e o Clivo de Escauro. A estrutura ficava no alto de uma grande plataforma (180 x 200 metros), sustentada por poderosas paredes de contenção de 15 metros ou mais ainda parcialmente visíveis. O templo em si ficava no alto de um pódio, vinte degraus acima da plataforma. A entrada para o pátio do templo estava localizada ao sul do complexo, numa estrutura monumental com uma imponente escadaria de frente para o monte Palatino. A plataforma tem sido um desafio para os arqueólogos interpretarem, mas acredita-se que ela abrigava estátuas equestres de Cláudio.
Os restos conhecidos são dos quatro lados da plataforma e nada restou do templo acima. A lateral oeste foi construída em travertino e alguns restos foram incorporados no campanário da basílica de Santi Giovanni e Paolo. A lateral norte era composta por uma fileira de saladas abobadadas. Durante o reinado de Nero, várias fontes foram construídas no local e restos de uma delas, no formato da proa de um navio com a cabeça de um javali, foram encontradas e estão atualmente nos Museus Capitolinos. Vespasiano depois reduziu substancialmente o consumo de água do local para privilegiar o uso pela população. A lateral leste é a melhor preservada e as mudanças realizadas por Nero são visíveis. A área foi redescoberta quando uma nova rua, a Via Claudia, foi construída em 1880. Abaixo da área do templo estão túneis atravessando a tufo recentemente mapeados pelas autoridades italianas.